# UC Riverside Highlanders
UC Riverside Highlanders (español: Los de las Tierras Altas de la Universidad de California, Riverside) es el equipo deportivo de la Universidad de California, Riverside, perteneciente a la Universidad de California, situada en Riverside, en el estado de California. Los equipos de los Highlanders participan en las competiciones universitarias organizadas por la NCAA, y forman parte de la Big West Conference. Hasta el año 2019, pertenecieron a la División I de la NCAA.

## Apodo y mascota
En febrero de 1954, cuando se inauguró la universidad, surgió la duda de qué apodo poner a los equipos deportivos, así como qué mascota elegirían para representarles. Muchos de los alumnos querían que su mascota fuera un oso, que compitiera con los Bruins de UCLA y con los Bears de Berkeley, pero había otro tanto que quería algo diferente. Se hizo una consulta popular, en la cual se propusieron hasta 67 apodos diferentes de lo más variados, desde los más agresivos (Rams, Bisons, Badgers, Gorillas) hasta los más coloristas (Red Raiders, Golden Eagles, Bluejays, Golden Beavers). Tras la votación resultó ganadora la opción de los Cubs (español: cachorros), pero fueron muchas las voces que se alzaron en su contra, en especial el equipo de baloncesto, que consideraba que dicho nombre hacía parecer a la universidad como un hermano pequeño de UCLA o Berkeley. Dicho equipo propuso denominarse Hylanders, un nombre sugerido por una estudiante de primer año. Se hizo una nueva votación, corrigiendo la escritura para que fuera fácilmente reconocible por todos, y ganó.
El nombre procvede de las montañas Box Springs, situadas cerca de la universidad, a las que se le conoce popularmente como Highlands. Además, la universidad de Riverside es la que está a mayor altitud de todo el sistema de la Universidad de California. En cuanto a los colores, el azul y el oro, son comunes a topdas las divisiones de la universidad, y se establecieron en 1873.
La mascota finalmente fue un oso, llamado Scotty.

## Programa deportivo
Los Highlanders participan en las siguientes modalidades deportivas:
| - Masculino - Baloncesto - Béisbol - Cross - Golf - Atletismo - Tenis - Fútbol | - Femenino - Baloncesto - Cross - Voleibol - Golf - Fútbol - Atletismo - Softball - Tenis |

### Baloncesto
En los 8 años que lleva perteneciendo la universidad a la División I de la NCAA, nunca ha logrado clasificarse para disputar la fase final. Únicamente un jugador salido de sus filas ha llegado a jugar en la American Basketball Association, se trata de Sam Cash, que jugó en 1973 durante una temporada con los Memphis Tams. Ninguno ha conseguido llegar a la NBA.

### Otros deportes
Mientras la universidad permaneció en la División II, los Highlanders consiguieron varios títulos nacionales, como los dos logrados en béisbol en 1977 y 1982 y los dos de voleibol femenino, en 1982 y 1986. Este equipo consiguió ganar también el título nacional de la Association for Intercollegiate Athletics for Women (AIAW) en 1977. En lo que se refiere a deportes individuales, hasta 2006 han sido 17 los campeones nacionales.
Un total de 10 jugadores han llegado a jugar en las Grandes Ligas de Béisbol, aunque sólo uno de ellos juega en la actualidad.

## Instalaciones deportivas
- UC Riverside Student Recreation Center. Es el pabellón donde disputan sus partidos los equipos de baloncesto y voleibol. Fue inaugurado en enero de 1994, y tiene una capacidad para 3.168 espectadores.[8]
- UCR Soccer Stadium. Es el estadio donde juegan los equipos de fútbol. tiene una capacidad para 2.000 espectadores, y fue remodelado en el año 2000.[9]
- UC-Riverside Sports Complex. Es el estadio donde disputa sus partidos el equipod e béisbol, así como diversos equipos de instituto de la zona. Tiene una capacidad para 2.500 espectadores, y fue la sede entre 1980 y 1984 de las World Series de la División II de la NCAA.[10]